# اچ‌ام‌اس آشیل (۱۸۶۳)
اچ‌ام‌اس آشیل (۱۸۶۳) (به انگلیسی: HMS Achilles (1863)) یک کشتی بود که طول آن ۳۸۰ فوت (۱۱۵٫۸ متر) بود. این کشتی در سال ۱۸۶۳ ساخته شد.